# Órbita Laika
Órbita Laika es un late night show de divulgación científica y humor emitido en la cadena española La 2, que comenzó sus emisiones semanales el 7 de diciembre de 2014. El nombre del programa se debe a la perra Laika, que fue el primer ser vivo terrestre en orbitar la Tierra.
La primera temporada se emitió semanalmente los domingos, desde las 23:00h hasta las 00:00h. La segunda temporada se emitió semanalmente los miércoles, desde las 23:30h hasta las 00:30h. Para la tercera temporada se cambió tanto al presentador como el plató. Se emitió los martes desde las 23:30 a las 00:30. La cuarta temporada pasó a emitirse los domingos desde las 21:30 a las 22:30. En 2019, se emite los lunes de 22:00 a 23:00.

## Estructura del programa
En la primera y segunda temporadas, el programa comenzaba con un monólogo en el que Ángel Martín analiza un tema científico de manera cómica y, posteriormente, canta una canción sobre el tema del monólogo inicial.
A continuación aparece una cita de un personaje ilustre relacionada con la ciencia. A esto le siguen varias secciones, que han sido actualizadas en la segunda temporada. Lo primero tras la presentación es la aparición de la química y divulgadora científica América Valenzuela, que habla de como será la ciencia en el futuro. También viene Antonio Martínez Ron (con su sección de experimentos científicos), José Cervera (cuya sección trata sobre una reflexión científica) y Clara Grima (que explica el funcionamiento científico de objetos conocidos). Además, entre uno y otro aparecen otras secciones como explicaciones a un fenómeno científico, la sección acerca de lo desconocido por Luis Alfonso Gámez.
En septiembre de 2016 comenzó la tercera temporada Órbita Laika, la nueva generación presentado por Goyo Jiménez. Se emite los martes a las 23:30. La tercera temporada se lanzó con equipo nuevo compuesto por un perfil más científico, con secciones dinámicas y un plató que homenajeaba a la nave Enterprise de Star Trek. Los colaboradores eran el físico experimental Dani Jiménez (con una sección donde la ciencia te sorprende ante tus ojos), el matemático Santi García Cremades (con una sección de historias científicas y canciones paródicas) y la física Gloria García-Cuadrado (con la ciencia de lo pequeño y lo grande).
El 15 de octubre de 2017 comenzó la cuarta temporada con el mismo equipo pero con un nuevo plató al más puro estilo Silicon Valley, con sillones puff, público en movimiento, una truck, videowall y videofloor y se emitía los domingos a las 21:30. Esta cuarta temporada tiene como novedad una sección del astronauta Pedro Duque, que nos cuenta curiosidades del espacio exterior desde la ESA, los reportajes de Santi García Cremades, que muestra la ciencia de lo que nos rodea (cocina, buceo, Google o el vuelo acrobático de la Patrulla Águila) y la Science Truck, con la visita de un Youtuber científico cada semana.

Desde 2019, con el inicio de la 5ª temporada, el equipo, plató y estructura se renovó para priorizar la divulgación científica y reducir el contenido humorístico, si bien seguía presente. Eduardo Sáenz de Cabezón , reputado matemático y divulgador, presenta un programa basado en secciones de diferentes ámbitos científicos introducidos por nuevos colaboradores especialistas en diversas áreas. El plató se ha simplificado para ello, eliminando los sillones y la estética anterior, más vinculada al estilo late night que a los programas de divulgación ya presentes en la 2.
La 6ª y 7ª temporada continuaron esta metodología, e incorporaron nuevas secciones y colaboraciones.

### Presentadores
| Temporada                | 1         | 2    | 3    | 4         | 5    | 6    | 7    | 8    | 9    | 10   |
| Año                      | 2014 2015 | 2015 | 2016 | 2017 2018 | 2019 | 2020 | 2021 | 2022 | 2023 | 2024 |
| ------------------------ | --------- | ---- | ---- | --------- | ---- | ---- | ---- | ---- | ---- | ---- |
| Ángel Martín             |           |      |      |           |      |      |      |      |      |      |
| Goyo Jiménez             |           |      |      |           |      |      |      |      |      |      |
| Eduardo Sáenz de Cabezón |           |      |      |           |      |      |      |      |      |      |

## Audiencia

### Temporada 1 (2014-2015)
| Fecha                   | Datos del programa      | Datos del programa      | Datos del programa        | Audiencia        | Audiencia | Ref.   |
| Fecha                   | N.º serie               | N.º temp.               | Invitados                 | N.º Espectadores | %         | Ref.   |
| ----------------------- | ----------------------- | ----------------------- | ------------------------- | ---------------- | --------- | ------ |
| 07/12/2014              | 1                       | 1                       | Ana Morgade               | 477 000          | 2,8%      | [ 9 ]  |
| 14/12/2014              | 2                       | 2                       | María Casado              | 456 000          | 2,4%      | [ 10 ] |
| 21/12/2014              | 3                       | 3                       | Macarena Gómez            | 482 000          | 2,5%      | [ 11 ] |
| 04/01/2015              | 4                       | 4                       | Carlos Sobera             | 382 000          | 2,2%      | [ 12 ] |
| 11/01/2015              | 5                       | 5                       | El Langui                 | 366 000          | 1,9%      | [ 13 ] |
| 18/01/2015              | 6                       | 6                       | Goyo Jiménez              | 426 000          | 2,2%      | [ 14 ] |
| 25/01/2015              | 7                       | 7                       | Juanma López Iturriaga    | 351 000          | 1,9%      | [ 15 ] |
| 01/02/2015              | 8                       | 8                       | Javier Cansado            | 541 000          | 2,8%      | [ 16 ] |
| 08/02/2015              | 9                       | 9                       | Carlos Latre              | 476 000          | 2,5%      | [ 17 ] |
| 15/02/2015              | 10                      | 10                      | Raúl Cimas y Julián López | 506 000          | 2,7%      | [ 18 ] |
| 22/02/2015              | 11                      | 11                      | Carlos Areces             | 471 000          | 2,6%      | [ 19 ] |
| 01/03/2015              | 12                      | 12                      | Quequé                    | 381 000          | 2,1%      | [ 20 ] |
| Media de la temporada 1 | Media de la temporada 1 | Media de la temporada 1 |                           | 443.000          | 2,4%      |        |

### Temporada 2 (2015)
| Fecha                   | Datos del programa      | Datos del programa      | Datos del programa | Audiencia        | Audiencia | Ref.   |
| Fecha                   | N.º serie               | N.º temp.               | Invitados          | N.º Espectadores | %         | Ref.   |
| ----------------------- | ----------------------- | ----------------------- | ------------------ | ---------------- | --------- | ------ |
| 23/09/2015              | 13                      | 1                       | Patricia Conde     | 239 000          | 1,9%      | [ 21 ] |
| 30/09/2015              | 14                      | 2                       | Edurne             | 254 000          | 2,0%      | [ 22 ] |
| 07/10/2015              | 15                      | 3                       | Pablo Carbonell    | 246 000          | 1,9%      | [ 23 ] |
| 14/10/2015              | 16                      | 4                       | Miren Ibarguren    | 251 000          | 2,2%      | [ 24 ] |
| 21/10/2015              | 17                      | 5                       | Llum Barrera       | 281 000          | 2,0%      | [ 25 ] |
| 28/10/2015              | 18                      | 6                       | Carlos del Amor    | 193 000          | 1,3%      | [ 26 ] |
| 04/11/2015              | 19                      | 7                       | Alex O'Dogherty    | 302 000          | 2,1%      | [ 27 ] |
| 11/11/2015              | 20                      | 8                       | Javier Coronas     | 197 000          | 1,4%      | [ 28 ] |
| 18/11/2015              | 21                      | 9                       | Jon Plazaola       | 193 000          | 1,7%      | [ 29 ] |
| 25/11/2015              | 22                      | 10                      | Dafne Fernández    | 213 000          | 1,8%      | [ 30 ] |
| 02/12/2015              | 23                      | 11                      | Leo Harlem         | 276 000          | 1,9%      | [ 31 ] |
| 09/12/2015              | 24                      | 12                      | Miki Nadal         | 283 000          | 2,1%      | [ 32 ] |
| Media de la temporada 2 | Media de la temporada 2 | Media de la temporada 2 |                    | 244 000          | 1,9%      |        |

### Temporada 3 (2016)
| Fecha                   | Datos del programa      | Datos del programa      | Datos del programa    | Audiencia        | Audiencia | Ref.   |
| Fecha                   | N.º serie               | N.º temp.               | Invitados             | N.º Espectadores | %         | Ref.   |
| ----------------------- | ----------------------- | ----------------------- | --------------------- | ---------------- | --------- | ------ |
| 20/09/2016              | 25                      | 1                       | Eva Hache             | 300 000          | 2,5%      | [ 33 ] |
| 27/09/2016              | 26                      | 2                       | Mónica Naranjo        | 270 000          | 2,1%      | [ 34 ] |
| 04/10/2016              | 27                      | 3                       | Mónica López          | 342 000          | 2,5%      | [ 35 ] |
| 18/10/2016              | 28                      | 4                       | Barei                 | 121 000          | 1,2%      | [ 36 ] |
| 25/10/2016              | 29                      | 5                       | Dani Martínez         | 188 000          | 1,5%      | [ 37 ] |
| 01/11/2016              | 30                      | 6                       | Sergio Peris-Mencheta | 197 000          | 1,4%      | [ 38 ] |
| 08/11/2016              | 31                      | 7                       | Berto Romero          | 162 000          | 1,1%      | [ 39 ] |
| 15/11/2016              | 32                      | 8                       | José Luis Gil         | 126 000          | 1,0%      | [ 40 ] |
| 22/11/2016              | 33                      | 9                       | David Martínez        | 131 000          | 1,3%      | [ 41 ] |
| 29/11/2016              | 34                      | 10                      | Ramón Gener           | 120 000          | 1,2%      | [ 42 ] |
| 06/12/2016              | 35                      | 11                      | Pedro Duque           | 198 000          | 1,6%      | [ 43 ] |
| 13/12/2016              | 36                      | 12                      | Fernando Romay        | 150 000          | 1,1%      | [ 44 ] |
| Media de la temporada 3 | Media de la temporada 3 | Media de la temporada 3 |                       | 192 000          | 1,5%      |        |

### Temporada 4 (2017-2018)
| Fecha                   | Datos del programa      | Datos del programa      | Datos del programa | Audiencia        | Audiencia | Ref.   |
| Fecha                   | N.º serie               | N.º temp.               | Invitados          | N.º Espectadores | %         | Ref.   |
| ----------------------- | ----------------------- | ----------------------- | ------------------ | ---------------- | --------- | ------ |
| 15/10/2017              | 37                      | 1                       | Ruth Lorenzo       | 240 000          | 1,7%      | [ 45 ] |
| 22/10/2017              | 38                      | 2                       | Eva Amaral         | 263 000          | 1,6%      | [ 46 ] |
| 29/10/2017              | 39                      | 3                       | Flipy              | 328 000          | 1,9%      | [ 47 ] |
| 05/11/2017              | 40                      | 4                       | Juan Luis Arsuaga  | 307 000          | 1,8%      | [ 47 ] |
| 12/11/2017              | 41                      | 5                       | Rubén Pozo         | 198 000          | 1,2%      | [ 47 ] |
| 19/11/2017              | 42                      | 6                       | Jorge Blass        | 261 000          | 1,5%      | [ 47 ] |
| 26/11/2017              | 43                      | 7                       | Nach               | 241 000          | 1,4%      | [ 47 ] |
| 03/12/2017              | 44                      | 8                       | Carme Ruscalleda   | 255 000          | 1,5%      | [ 47 ] |
| 10/12/2017              | 45                      | 9                       | Sara Escudero      | 301 000          | 1,7%      | [ 47 ] |
| 17/12/2017              | 46                      | 10                      | José Garrido       | 340 000          | 2,1%      | [ 47 ] |
| 31/12/2017              | 47                      | 11                      | Jordi Mollà        | 161 000          | 1,5%      | [ 47 ] |
| 07/01/2018              | 48                      | 12                      | Ana Álvarez        | 261 000          | 1,4%      | [ 47 ] |
| 14/01/2018              | 49                      | 13                      | Pedro Duque        | 257 000          | 1,4%      | [ 47 ] |
| Media de la temporada 4 | Media de la temporada 4 | Media de la temporada 4 |                    | 263 000          | 1,6%      |        |

### Temporada 5 (2019)
| Fecha                   | Datos del programa      | Datos del programa      | Audiencia        | Audiencia | Ref.   |
| Fecha                   | N.º serie               | N.º temp.               | N.º Espectadores | %         | Ref.   |
| ----------------------- | ----------------------- | ----------------------- | ---------------- | --------- | ------ |
| 18/03/2019              | 50                      | 1                       | 374 000          | 2,1%      | [ 48 ] |
| 25/03/2019              | 51                      | 2                       | 298 000          | 1,6%      | [ 49 ] |
| 01/04/2019              | 52                      | 3                       | 390 000          | 2,1%      | [ 50 ] |
| 08/04/2019              | 53                      | 4                       | 343 000          | 1,9%      | [ 51 ] |
| 15/04/2019              | 54                      | 5                       | 390 000          | 2,3%      | [ 52 ] |
| 22/04/2019              | 55                      | 6                       | 187 000          | 0,9%      | [ 53 ] |
| 29/04/2019              | 56                      | 7                       | 432 000          | 2,4%      | [ 54 ] |
| 06/05/2019              | 57                      | 8                       | 427 000          | 2,4%      | [ 55 ] |
| 13/05/2019              | 58                      | 9                       | 486 000          | 2,8%      | [ 56 ] |
| 20/05/2019              | 59                      | 10                      | 386 000          | 2,2%      | [ 57 ] |
| 27/05/2019              | 60                      | 11                      | 467 000          | 2,7%      | [ 58 ] |
| 03/06/2019              | 61                      | 12                      | 423 000          | 2,5%      | [ 59 ] |
| 10/06/2019              | 62                      | 13                      | 482 000          | 2,8%      | [ 60 ] |
| Media de la temporada 5 | Media de la temporada 5 | Media de la temporada 5 | 391 000          | 2,2%      |        |

### Temporada 6 (2020)
| Fecha                   | Datos del programa      | Datos del programa      | Audiencia        | Audiencia | Ref.   |
| Fecha                   | N.º serie               | N.º temp.               | N.º Espectadores | %         | Ref.   |
| ----------------------- | ----------------------- | ----------------------- | ---------------- | --------- | ------ |
| 05/10/2020              | 63                      | 1                       | 434 000          | 2,6%      | [ 61 ] |
| 12/10/2020              | 64                      | 2                       | 519 000          | 3,1%      | [ 62 ] |
| 19/10/2020              | 65                      | 3                       | 546 000          | 3,3%      | [ 63 ] |
| 26/10/2020              | 66                      | 4                       | 506 000          | 3,0%      | [ 64 ] |
| 02/11/2020              | 67                      | 5                       | 607 000          | 3,5%      | [ 65 ] |
| 09/11/2020              | 68                      | 6                       | 509 000          | 2,9%      | [ 66 ] |
| 16/11/2020              | 69                      | 7                       | 482 000          | 2,7%      | [ 67 ] |
| 23/11/2020              | 70                      | 8                       | 523 000          | 3,0%      | [ 68 ] |
| 30/11/2020              | 71                      | 9                       | 469 000          | 2,6%      | [ 69 ] |
| 07/12/2020              | 72                      | 10                      | 670 000          | 3,8%      | [ 70 ] |
| 14/12/2020              | 73                      | 11                      | 482 000          | 2,8%      | [ 71 ] |
| 21/12/2020              | 74                      | 12                      | 475 000          | 2,7%      | [ 72 ] |
| Media de la temporada 6 | Media de la temporada 6 | Media de la temporada 6 | 519 000          | 3,0%      |        |

### Temporada 7 (2021)
| Fecha                   | Datos del programa      | Datos del programa      | Audiencia        | Audiencia | Ref.   |
| Fecha                   | N.º serie               | N.º temp.               | N.º Espectadores | %         | Ref.   |
| ----------------------- | ----------------------- | ----------------------- | ---------------- | --------- | ------ |
| 12/10/2021              | 75                      | 1                       | 528 000          | 3,5%      | [ 73 ] |
| 19/10/2021              | 76                      | 2                       | 468 000          | 3,1%      | [ 74 ] |
| 26/10/2021              | 77                      | 3                       | 459 000          | 3,0%      | [ 75 ] |
| 02/11/2021              | 78                      | 4                       | 454 000          | 3,0%      | [ 76 ] |
| 09/11/2021              | 79                      | 5                       | 418 000          | 2,7%      | [ 77 ] |
| 16/11/2021              | 80                      | 6                       | 447 000          | 3,0%      | [ 78 ] |
| 23/11/2021              | 81                      | 7                       | 446 000          | 2,8%      | [ 79 ] |
| 30/11/2021              | 82                      | 8                       | 400 000          | 2,6%      | [ 80 ] |
| 07/12/2021              | 83                      | 9                       | 370 000          | 2,5%      | [ 81 ] |
| 14/12/2021              | 84                      | 10                      | 483 000          | 3,2%      | [ 82 ] |
| 21/12/2021              | 85                      | 11                      | 458 000          | 2,9%      | [ 83 ] |
| 28/12/2021              | 86                      | 12                      | 531 000          | 3,5%      | [ 84 ] |
| Media de la temporada 7 | Media de la temporada 7 | Media de la temporada 7 | 455 000          | 3,0%      |        |

### Temporada 8 (2022)
| Fecha                   | Datos del programa      | Datos del programa      | Audiencia        | Audiencia | Ref.   |
| Fecha                   | N.º serie               | N.º temp.               | N.º Espectadores | %         | Ref.   |
| ----------------------- | ----------------------- | ----------------------- | ---------------- | --------- | ------ |
| 11/10/2022              | 87                      | 1                       | 363 000          | 2,6%      | [ 85 ] |
| 18/10/2022              | 88                      | 2                       | 390 000          | 2,7%      | [ 86 ] |
| 25/10/2022              | 89                      | 3                       | 437 000          | 3,1%      | [ 87 ] |
| 01/11/2022              | 90                      | 4                       | 536 000          | 3,8%      | [ 88 ] |
| 08/11/2022              | 91                      | 5                       | 397 000          | 2,8%      | [ 89 ] |
| 15/11/2022              | 92                      | 6                       | 481 000          | 3,1%      | [ 90 ] |
| 22/11/2022              | 93                      | 7                       | 451 000          | 3,1%      | [ 91 ] |
| 29/11/2022              | 94                      | 8                       | 410 000          | 2,9%      | [ 92 ] |
| 06/12/2022              | 95                      | 9                       | 381 000          | 2,6%      | [ 93 ] |
| 13/12/2022              | 96                      | 10                      | 524 000          | 3,4%      | [ 94 ] |
| 20/12/2022              | 97                      | 11                      | 485 000          | 3,3%      | [ 95 ] |
| 27/12/2022              | 98                      | 12                      | 493 000          | 3,5%      | [ 96 ] |
| Media de la temporada 8 | Media de la temporada 8 | Media de la temporada 8 | 446 000          | 3,1%      |        |

### Temporada 9 (2023)
| Fecha                   | Datos del programa      | Datos del programa      | Audiencia        | Audiencia | Ref.    |
| Fecha                   | N.º serie               | N.º temp.               | N.º Espectadores | %         | Ref.    |
| ----------------------- | ----------------------- | ----------------------- | ---------------- | --------- | ------- |
| 10/10/2023              | 99                      | 1                       | 334 000          | 2,6%      | [ 97 ]  |
| 17/10/2023              | 100                     | 2                       | 339 000          | 2,5%      | [ 98 ]  |
| 24/10/2023              | 101                     | 3                       | 412 000          | 3,1%      | [ 99 ]  |
| 31/10/2023              | 102                     | 4                       | 299 000          | 2,5%      | [ 100 ] |
| 07/11/2023              | 103                     | 5                       | 381 000          | 2,8%      | [ 101 ] |
| 14/11/2023              | 104                     | 6                       | 404 000          | 2,9%      | [ 102 ] |
| 22/11/2023              | 105                     | 7                       | 397 000          | 2,8%      | [ 103 ] |
| 28/11/2023              | 106                     | 8                       | 375 000          | 2,7%      | [ 104 ] |
| 05/12/2023              | 107                     | 9                       | 396 000          | 3,0%      | [ 105 ] |
| 12/12/2023              | 108                     | 10                      | 360 000          | 2,7%      | [ 106 ] |
| 20/12/2023              | 109                     | 11                      | 413 000          | 3,0%      | [ 107 ] |
| 26/12/2023              | 110                     | 12                      | 503 000          | 3,9%      | [ 108 ] |
| Media de la temporada 9 | Media de la temporada 9 | Media de la temporada 9 | 384 000          | 2,9%      |         |

### Temporada 10 (2024)
| Fecha                    | Datos del programa       | Datos del programa       | Audiencia        | Audiencia | Ref.    |
| Fecha                    | N.º serie                | N.º temp.                | N.º Espectadores | %         | Ref.    |
| ------------------------ | ------------------------ | ------------------------ | ---------------- | --------- | ------- |
| 01/10/2024               | 111                      | 1                        | 330 000          | 2,5%      | [ 109 ] |
| 08/10/2024               | 112                      | 2                        | 451 000          | 3,2%      | [ 110 ] |
| 15/10/2024               | 113                      | 3                        | 351 000          | 3,2%      | [ 111 ] |
| 22/10/2024               | 114                      | 4                        | 308 000          | 2,2%      | [ 112 ] |
| 29/10/2024               | 115                      | 5                        | 467 000          | 3,4%      | [ 113 ] |
| 12/11/2024               | 116                      | 6                        | 391 000          | 2,9%      | [ 114 ] |
| 19/11/2024               | 117                      | 7                        | 390 000          | 2,9%      | [ 115 ] |
| 26/11/2024               | 118                      | 8                        | 443 000          | 3,3%      | [ 116 ] |
| 03/12/2024               | 119                      | 9                        | 306 000          | 2,8%      | [ 117 ] |
| 10/12/2024               | 120                      | 10                       | 448 000          | 3,3%      | [ 118 ] |
| 26/12/2024               | 121                      | 11                       | 480 000          | 4,0%      | [ 119 ] |
| 07/01/2025               | 122                      | 12                       | 434 000          | 3,2%      | [ 120 ] |
| Media de la temporada 10 | Media de la temporada 10 | Media de la temporada 10 | 400 000          | 3,1%      |         |